# Алаа аль-Асвані
Алаа аль-Асвані (араб. علاء الأسواني, англ. Alaa al-Aswany, народився у 1957) — єгипетсьский письменник, автор роману «Будинок Якубяна» (Imarat Ya'qubyan).

## Біографія
Син письменника Аббаса аль-Асвані (Abbas al-Aswany). Вчився у франкомовному коледжі у Єгипті, потім — у Сполучених Штатах, у Іллінойському університеті(Чикаго), на стоматологічному факультеті.
Тепер живе у Каїрі, працює дантистом.
Алаа аль-Асвані співпрацьовує з опозиційними газетами. Він не пов'язаний з політичними партіями, але був одним з засновників опозиційного руху " Kifaya " («Досить!»), який вимагає чесних виборів президента країни.

## Літературна діяльність

### «Будинок Якубян»
Роман видано у 2003. Він відразу набув популярності як у арабомовному світі, так і на Заході. Перекладений на більш ніж 20 мов.
Будинок Якубян — один з найгарніших будинків Каїру — було побудовано у 1934 мілійонером вірменського походження Хагопом Якубяном (Hagop Yacoubian).
Книга — про повсякденне життя сьогоднішніх мешканців цього будинку. Вона складається з кількох, майже паралельних історій. Автор безжалісно описує проблеми сучасного Єгипту — тотальне хабарництво, бідність, посилення радикального ісламізму.
Головний герой — Закі Дессукі (Zaki Dessouki), 65 років — «останній паша» і «останній джентльмен», — намагається продовжити жити «по-західному», але його стиль життя все більше контрастує з навколишньою реальністю. Інший герой — син консьєржа будинку — розуміє, що попри гарні оцінки ніколи не зможе зробити кар'єру, бо його батьки не мають ані грошей, ані зв'язків. Розчарований, він потрапляє під вплив радикального проповідника і сам стає фанатиком-ісламістом.
Ще один герой — крупний бізнесмен — стає депутатом парламенту, заплативши крупний хабарь. Але потрапляє у залежність від міністру, який хоче відібрати частину бізнесу.
У достатньо складних ситуаціях опиняються й героїні роману. Сексуальні домагання з боку начальників, майже повна залежність від чоловіків…
У 2006 за романом було знято фільм.

### «Чикаго»
Роман видано у 2006. Він розповідає про життя арабських студентів у Америці після подій 11 вересня 2001. Ця книга також набула популярності.